# シリア・アラブ共和国憲法宣言
シリア・アラブ共和国憲法宣言（シリア・アラブきょうわこくけんぽうせんげん）は、2025年3月13日に制定された暫定的性格を有するシリア暫定政府・シリア移行政府の憲法。

## 概要
シリアのアサド政権は2024年に崩壊し、シリア暫定政府が樹立された。シリア・アラブ共和国憲法宣言は、シリアが正式な政府へ移行するために暫定的に制定された憲法である。2025年3月13日に、アフマド・シャラア暫定大統領によって署名・承認され、政府の移行期間は5年とする。イスラム法を立法の基礎としつつ、政治参加の権利や、財産権、女性の尊厳、表現の自由を保障することを明記した。権力分立も規定しており、立法権は人民議会が、行政権は大統領及び閣僚がそれぞれ行使すると規定し、裁判権は独立しているとする。ただし、大統領はイスラム教徒でなければならないとする条件があるほか、非常事態宣言を出す権限や、憲法裁判所の判事を任命する権限など、強大な権力を有するとの批判もある。

## 沿革
- 2025年2月25日 - 国民対話会議が新憲法の起草に向けた委員会の設立を提言[7]。
- 2025年3月2日 - 暫定憲法の起草委員会を設置[8]。
- 2025年3月13日 - 起草委員会が暫定憲法草案を提出、暫定大統領により署名・承認。
- 2025年3月29日  - シリア移行政府（英語版）の成立。